# 海山頭
海山頭，是台灣新北市新莊區的一個地名，位於該區中部，範圍大致包括營盤里中正路514巷以東部分、福營里東北端、國泰里西南端及東北端除外部分、豐年里北端除外部分、泰豐里西部、忠孝里西北端、立言里西端、立泰里西南端。

## 歷史
台灣清治末期至日治前期，海山頭地區為一街庄，稱為「海山頭庄」，隸屬於興直堡。該庄西北與貴仔坑庄、崎仔腳庄為鄰，北與頂田心仔庄為鄰，東與中港厝庄、新庄為鄰，南邊為西盛庄、營盤庄。
1920年（日治大正九年），該庄改制為「海山頭」大字，隸屬於臺北州新莊郡新莊街，大字下設有「柴橋頭」、「石龜」、「三角子」小字名。戰後新莊街改制為新莊鎮，隸屬於臺北縣，大字亦改制為里。其後新莊鎮先後改制為新莊市、新莊區。由於人口增加，如今海山頭地區已細分為多個里。

## 交通
台北捷運中和新蘆線經過海山頭地區，設有輔大站。隣近居民可由此路線及相關路網快速前往大台北地區各地，或至台北車站轉搭高鐵、台鐵或客運前往全台各地。
省道台1甲線橫越本地區中部，為省道台1線的支線，往東可前往臺北、基隆等地，往西接台1線主線可前往桃園、新竹及中南部地區。縣道107號經過本地區西南部，往南可前往樹林，往西轉北可前往泰山、五股等地。

## 學校
- 輔仁大學
- 國泰國小
- 豐年國小（部分）